# Bernt Wijkmark

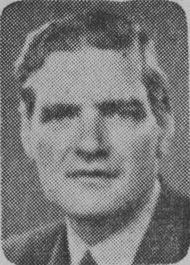
Bernt Wijkmark

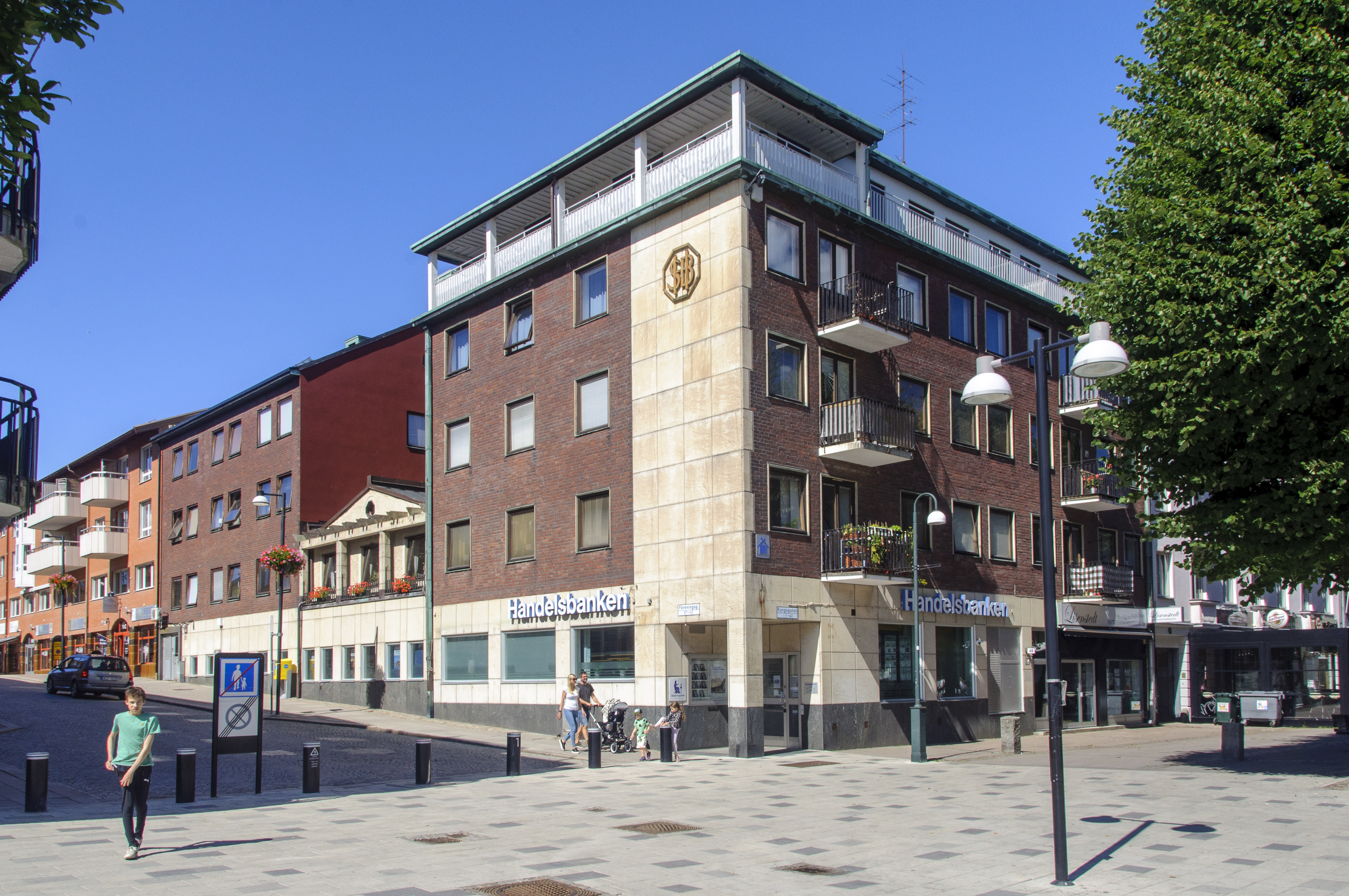
Svenska Handelsbankens hus i Trollhättan (1956)

Bernt Sigurd Wijkmark, född 13 oktober 1889 i Trollhättan, död där 23 november 1955, var en svensk arkitekt.
Wijkmark, som var son till regementsläkare Göran August Wijkmark och Sofia Strand, blev student vid högre allmänna läroverket i Vänersborg och utexaminerades från Kungliga Tekniska högskolan 1917. Han var anställd vid arkitekt Gustav Holmdahls arkitektkontor i Stockholm 1917–1939 och bedrev egen arkitektverksamhet i Trollhättan från 1939. Han ritade ett flertal flerfamiljshus och villor. Han var medlem av Göta älvdalens inköpsnämnd. Vid hans arkitektkontor verkade även sonen, arkitekt Leif Wijkmark.